# Gene Barge
Gene Barge (* 9. August 1926 in Norfolk, Virginia; † 2. Februar 2025 in Bronzeville) war ein US-amerikanischer Tenor- und Altsaxophonspieler, Komponist, Produzent und Schauspieler. Er hatte maßgeblichen Anteil an der Entwicklung der musikalischen Karrieren von Natalie Cole und Gary U. S. Bonds und weiterer Künstler von Stax und Chess Records.

## Leben
Gene Barges Leben könnte einen guten Stoff für einen Film abgeben. Er besuchte die Booker T. Washington High School mit dem Plan Footballprofi zu werden, begann aber dort mit dem Klarinettenspiel in der neu gegründeten Schulband. Nach der Army schrieb er sich am West Virginia State College ein um Architekt zu werden, wechselte aber bald wieder zur Musik, er spielte als Leadsaxophonist der Collegeband. Seine erste Plattenaufnahme machte er mit einer Band namens „The Griffin Brothers“ 1951. Er ging mit der Gruppe The Turbans und Ray Charles auf Tournee, wo er von Chuck Willis abgeworben wurde. Mit Willis Band spielte er verschiedene Nummern ein, so z. B. „C. C. Rider“, einem großen Hit. Nachdem er für Legrand Records unterschrieben hatte, nahm er als Leader der Gruppe „The Church Street Five“ den Instrumentaltitel „A Night with Daddy G.“ auf, den Gary U.S. Bonds hörte und mit Badges Einverständnis einen Text dazu verfasste. Aus dieser Zusammenarbeit entstand „Quarter to Three“, ein Nr.1-Hit. Von Mitte 1961 bis Ende 1962 arbeiteten die beiden zusammen und verfassten einige Hitsingles(„School Is In,“ „School Is Out,“ „Dear Lady Twist,“ „Twist Twist Senora,“ und „Copy Cat“) Während dieser ganzen Zeit war Barge Englischlehrer und Leiter der Band an der East Suffolk High School in Suffolk, Virginia.
1964 endete seine Lehrerkarriere und er wurde Produzent, Arrangeur und Saxophonspieler bei Chess Records. Zu den Künstler, mit denen er zusammenarbeitete, gehörten Little Milton, Billy Stewart, The Dells, Fontella Bass, Koko Taylor, Muddy Waters und The Radiants. Für die Gospelabteilung von Chess arbeitete er mit The Soul Stirrers, Dr. Alex Bradford, Ruth Davis and the Davis Sisters, The Meditation Singers, The Violinaires und Fontella Bass´Mutter, Martha Bass. Nach dem Ende von Chess Records verlegte er seine Arbeiten zu Stax Records und nach dem Ende der Firme nahm er Alben mit „The Independents“ auf. Als Produzent erarbeitete er die erste Hitsingle, „This Will Be“, für Natalie Cole, der Tochter von Nat King Cole. Das Lied schrieb er gemeinsam mit Charles Jackson von „The Independents“. Weitere Hits folgten und Barge wurde als Coproduzent von „Sophisticated Lady“ mit dem Grammy 1976 ausgezeichnet.
1977 begann seine Karriere als Schauspieler; er spielte in Filmen mit Chuck Norris, Steven Seagal und Gene Hackman. Für viele Filme, in denen er als Schauspieler wirkte, schrieb er auch die Filmmusik oder Songs. 1982 ging er mit den Rolling Stones auf eine Europatournee. Für die Chicago Rhythm and Blues Kings, bei denen er auch Saxophon spielte, produzierte er in den 1980er-Jahren drei Alben für Alligator Records (noch als Big Twist and The Mellow Fellows). 1998 nahm Buddy Guy einen Song von Barge auf sein Album Heavy Love. Guy hatte enge Verbindungen mit Barge, denn dieser war der Produzent seines ersten Albums I Left My Blues in San Francisco.
Neben seiner musikalischen Tätigkeit war Gene Barge General Manager des Gospellabels ThisIt Records und Besitzer eines Aufnahmestudios.

## Arbeiten als Produzent, Saxophonspieler und Arrangeur (Auswahl)
- I Left My Blues in San Francisco – Buddy Guy
- Electric Mud – Muddy Waters
- If Walls Could Talk – Little Milton
- London Bo Diddley Sessions – Bo Diddley
- What It Is – Little Milton
- Natalie – Natalie Cole
- What It Takes: The Chess Years – Koko Taylor
- Natalie Live! – Natalie Cole
- Meets Chubby Checker – Gary U.S. Bonds & Chubby Checker
- Great Twenty-Eight – Chuck Berry
- Playing for Keeps – Big Twist & The Mellow Fellows
- Guitar Slinger – Johnny Winter
- Essential Etta James – Etta James
- Midnight Blues – Magic Slim & the Teardrops
- How You Sell Soul to a Soulless People Who Sold Their Soul? – Public Enemy

## Film

### Als Schauspieler
- Chain Reaction (1996) – James Washington
- The Fugitive (1993) – 11th District Cop
- Under Siege (1992) – The Bail Jumpers
- The Package (1989) – Secret Service Agent
- Above the Law (1988) – Detective Henderson
- Code of Silence (1985) – Music
- Stony Island (1978) – Percy Price

### Filmmusik
- The Guardian (2006)- Saxophon
- Under Siege (1992) – Songs („Rap Mama Goose“ „Love You to Death“ „Sea of Blues“)
- Dogfight (1991) – Song („Twist Twist Senora“)
- Saxo (1988) – Filmmusik
- Mask (1985) – Songs („Quarter to Three“ „Havin' So Much Fun“)
- Valley Girl (1983) – Song („School Is In“)
- Stony Island (1978) Musical Director and – Supervisor
- Save the Children (1973)